# Трутовик окаймлённый
Трутовик окаймлённый (лат.  Fomitopsis pinicola) — достаточно распространённый гриб-трутовик, сапрофит.
Русские синонимы:
- Трутовик сосновый;
- Древесная губка, используется редко.

## Описание

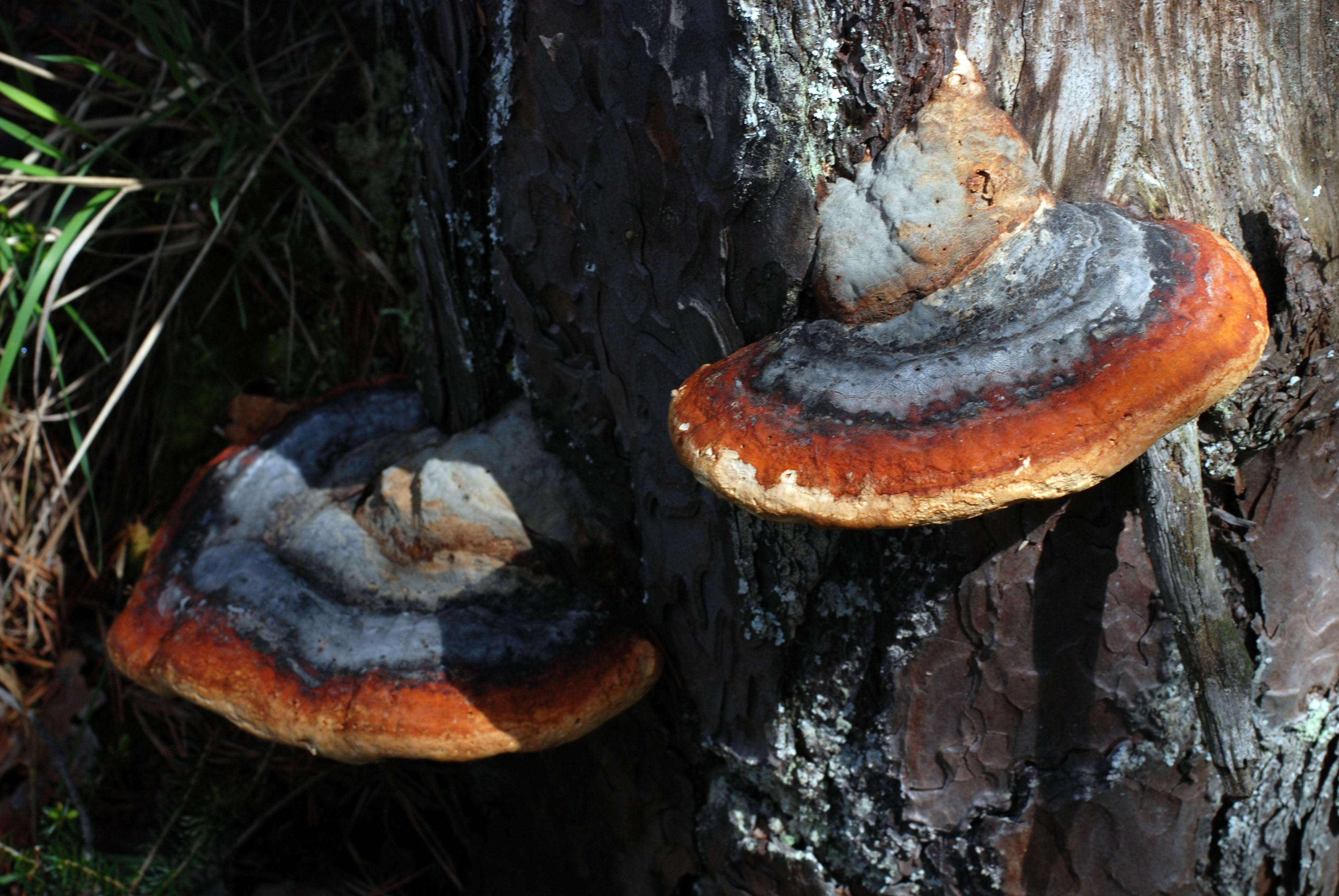
Плодовые тела трутовика окаймлённого, растущие на сосне

Плодовые тела трутовика окаймленного, растущего на берёзе

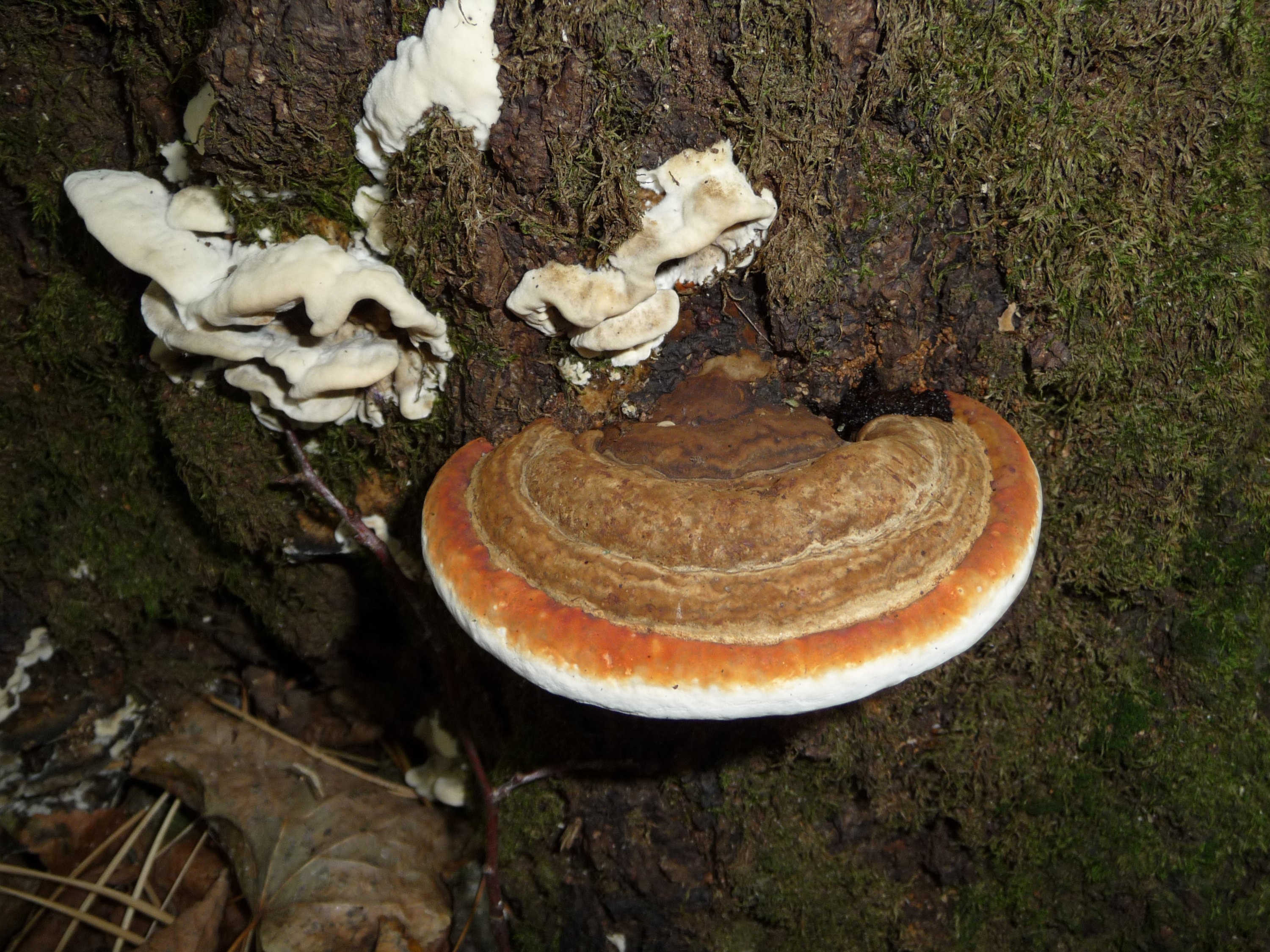
Трутовик окаймлённый

Плодовые тела многолетние, сидячие, приросшие боком. В молодости округлые или полукруглые. Форма плодового тела изменчивая, бывает подушкообразной или копытообразной. Ножка гриба отсутствует. В сырую погоду на плодовом теле часто видны очень крупные капли прозрачной жидкости.
Шляпка средних размеров, у старых грибов 15 см (до 30 см) шириной и до 10 см в высоту. Характерной особенностью шляпки является наличие хорошо различимых концентрических зон, разделённых углублениями и различных по цвету. Старые участки шляпки имеют серо-сизый, или тёмный серо-коричневый, часто почти чёрный оттенок. Внешний растущий валик имеет характерный красный, оранжевый (иногда киноварно-красный) или жёлто-оранжевый цвет с более светлой наружной кромкой. Кожица матовая, неровная, ближе к центру бывает слегка смолистой.
Мякоть плотная, упругая, войлочная или напоминающая пробку, изредка деревянистая. На разломе хлопьевидная. Мякоть обычно имеет светлый желтовато-бежевый или светло-бурый оттенок, но у старых плодовых тел может быть каштанового цвета или даже шоколадно-коричневая.
Гименофор трубчатый, расположен горизонтально. Цвет бежевый или кремовый, обычно с розоватым оттенком. При надавливании темнеет до тёмно-бурого или серо-бурого цвета.
Споровый порошок светлый, кремовый, беловатый или желтоватый. Спороношение очень обильное. В тёплую сухую погоду споровый порошок бывает хорошо виден ниже плодового тела.
Споры бесцветные, мелкие (6—8x3,5—4 мкм) яйцевидной или эллипсовидной формы.

## Экология и распространение
Окаймлённый трутовик — сапрофит, вызывает бурую гниль. В умеренной климатической зоне встречается повсеместно. Достаточно распространён в России и Европе.
Окаймлённый трутовик растёт на валежнике, пнях, сухостое большинства лиственных и хвойных пород. Может поражать и ослабленные живые деревья. Поражённая древесина сначала приобретает красновато-бурую окраску, затем в ней образуются беловатые полоски. Далее окраска становится бурой, поражённая древесина растрескивается и в конечной стадии распадается на мелкие кубики и призмы, гниль становится трухлявой. Трещины гнилой древесины обычно заполнены белыми плёнками и ватообразными скоплениями грибницы. Заражение живых деревьев обычно происходит через различные поранения в нижней части ствола.

## Хозяйственное значение
Наносит большой ущерб, вызывая гниение залежавшихся на лесосеке и на складах лесоматериалов. Разрушает лесные бараки, встречается в постройках и сооружениях в городах и населённых пунктах. В лесу способствует скорейшему разложению буреломных и ветровальных деревьев, порубочных остатков.
Трутовик окаймлённый используется в качестве сырья для медицинских препаратов в гомеопатии и в китайской народной медицине.
Используется для изготовления грибного ароматизатора.